# منية سمنود
قرية منية سمنود هي إحدى القرى التابعة لمركز أجا في محافظة الدقهلية في جمهورية مصر العربية. حسب إحصاءات سنة 2006، بلغ إجمالي السكان في منية سمنود 30894 نسمة، منهم 15652 رجل و15242 امرأة. من أعلامها الداعية مصطفى العدوي.

## التاريخ
قرية منية سمنود من القرى القديمة، حيث وردت باسم «منية سمنود» في أعمال المرتاحية ضمن قرى الروك الصلاحي التي أحصاها ابن مماتي في كتاب قوانين الدواوين، كما وردت باسم «منية سمنود» في أعمال الدقهلية والمرتاحية ضمن قرى الروك الناصري التي أحصاها ابن الجيعان في كتاب «التحفة السنية بأسماء البلاد المصرية». وفي العصر العثماني وردت باسم «منية سمنود» في التربيع العثماني الذي أجراه الوالي العثماني سليمان باشا الخادم في عصر السلطان العثماني سليمان القانوني ضمن قرى ولاية الدقهلية، وفي تاريخ 1228هـ/1813م الذي عدّ قرى مصر بعد المسح الذي قام به محمد علي باشا باسم «منية سمنود» ضمن قرى مديرية الدقهلية.
ذكر علي مبارك في الخطط التوفيقية بأنها رأس مركز وبها ضبطيو المحكمة الشرعية وفبريقة لحلج القطن وجامع بمنارة.

## الطب
يوجد في القرية فرع لمركز أمراض الكلى والمسالك البولية التابعة لجامعة المنصورة افتُتح في مايو 2003 وهو مكون من أربعة طوابق على مساحة 850 م²، بجانب مسطحات خضراء داخلية وفيه جناحين للعمليات الجراحية والعناية المركزة ووحدة غسيل كلوي تضم تسع ماكينات وقسم داخلي به 28 سريرًا وغيرها.